# William Walton
Sir William Turner Walton OM (29 tháng 3 năm 1902 - 8 tháng 3 năm 1983) là một nhà soạn nhạc Anh. Trong sự nghiệp 60 năm, ông đã viết nhạc trong thể loại cổ điển và phong cách, nhiều bộ phim đến opera. Nổi tiếng nhất công trình của ông bao gồm Façade – An Entertainment, cantata Belshazzar's Feast và First Symphony.
Sinh ra tại Lancashire, con trai của một nhạc sĩ, Walton là một nhạc trưởng và sau đó là sinh viên giai đoạn cơ bản tại Christ Church, Oxford. Khi rời khỏi trường đại học, ông đã tiếp nhận bởi các anh, chị, em ruột Sitwell, những người đã cung cấp cho anh giáo dục văn hóa. Tác phẩm đáng chú ý đầu tiên của ông là một sự hợp tác với Edith Sitwell, Façade, lúc đầu mang lại cho anh danh tiếng như người theo chủ nghĩa, nhưng sau đó đã trở thành điểm ballet phổ biến. Các tác phẩm ban đầu khác đã làm cho tên của mình là một Viola Concerto và Belshazzar's Feast.
Ở tuổi trung niên, Walton rời Anh và sinh sống với người vợ trẻ của mình trên đảo Ischia của Ý. Đến thời gian này, ông đã không còn được coi là người theo chủ nghĩa hiện đại, và một số sáng tác của ông những năm 1950 đã bị chỉ trích là lỗi thời. Vở opera dài đầy đủ của ông, Troilus và Cressida, là một trong những tác phẩm được cho là theo chủ nghĩa hiện đại và đã có những tác động nhỏ trong nhà hát. Trong những năm cuối cùng của ông, tác phẩm của ông quay trở lại thời trang quan trọng, tác phẩm sau này của ông, ít bị phê bình tại thời điểm ra mắt của họ, được đánh giá lại và xem cùng với các tác phẩm trước đó của ông.
Walton, chủ yếu tự học làm nhà soạn nhạc, đã biểu diễn các tác phẩm của mình thật xuất chúng. Tác phẩm nổi tiếng nhất của ông được biểu diễn thường xuyên trong thế kỷ 21, và đến năm 2010 tất cả các công trình sáng tác của ông được ghi nhận như một nhà soạn nhạc có cống hiến to lớn cho nền âm nhạc 